# Герб Багатиря
Герб Багатиря — офіційний символ села Багатир Волноваського району Донецької області України. Затверджений 19 листопада 1997 р. рішенням XI сесії сільської ради XVII скликання. Автор — Олег Ігоревич Киричок.

## Опис
На червоному полі зростаючий золотий атлет, що тримає на руках молодого коричневого бичка. На вершині щита вузький теракотовий пояс із грецьким орнаментом (меандром).
Центральне місце в гербі займає фігура богатиря, що тримає на плечах бичка, чим підкреслюється назва села Богатир (помилково, бо слово богатир (сильна людина) є паронімом до слова багатир (багата людина), тому герб багато хто посилково вважає промовистим). Бичок, крім того, вказує на те, що тваринництво є одним із головних видів діяльності жителів тутешніх місць.
Фігура богатиря виконана в грецькому стилі й разом із меандром (національним грецьким орнаментом) показує, що село заснували грецькі переселенці, і донині їхні нащадки становлять більшість серед жителів Богатиря.
Червоне тло герба потрібно розглядати як символ мужності, безстрашності, активності — тих якостей, якими славляться жителі тутешніх місць.